# Новорусановский сельсовет
Новорусановский сельсовет — муниципальное образование со статусом сельского поселения в составе Жердевского района Тамбовской области Российской Федерации
Административный центр — село Новорусаново.

## История
В соответствии с Законом Тамбовской области от 17 сентября 2004 года № 232-З установлены границы муниципального образования и статус сельсовета как сельского поселения.

## Население
| 2010 | 2012 | 2013 | 2014 | 2015 | 2016 | 2017 |
| ---- | ---- | ---- | ---- | ---- | ---- | ---- |
| 769  | ↗777 | ↘769 | ↘759 | ↘745 | ↘737 | ↘708 |
| 2018 | 2019 | 2020 | 2021 |      |      |      |
| ↗711 | ↘694 | ↘683 | ↘639 |      |      |      |

## Состав сельского поселения
| № | Населённый пункт | Тип населённого пункта       | Население |
| - | ---------------- | ---------------------------- | --------- |
| 1 | Калиновка        | посёлок                      | 46        |
| 2 | Натальевка       | деревня                      | 40        |
| 3 | Новолуговое      | деревня                      | ↘182      |
| 4 | Новорусаново     | село, административный центр | ↘501      |